# Старый город Джурджевац
Старый город Джурджевац — укреплённый город в Верхней Подравине (Хорватия), вокруг которого возникло поселение с таким же названием.

## История
Город был построен в XIV веке хорватским баном Микачом. С момента основания город Джурджевац был резиденцией поместья Продавичей, а позднее — собственностью братьев Таловац, затем графов Целеских, Эрнушта Чаковаца и Петра Кеглевича, у которых король Фердинанд I отобрал его в январе 1546 года и разместил там краинский гарнизон численностью 200–300 солдат. Город Джурджевац был достроен в 1550 году с многоугольным фундаментом, укрепленным для обороны со всех сторон; Перед входом была возведена башня с огневыми точками, а перед ней — треугольный вал с двумя башнями для защиты внешнего входа, к которому вела дорога из поселения, построенного на острове на реке Драва. Город был защищён рвом, заполненный водой.

### В военном округе
Джурджевац вместе с Копривницей защищал верхнюю Подравину от турок. Попытка санджак-бея Пожеги захватить Джаковац в 1552 году оказалась неудачной, а 30 ноября 1558 года Крсто Унгнад и Вид Халек разбили под Джурджевацем более сильный турецкий отряд, возвращавшийся из грабительского похода в Копривницу, и освободили пленных рабов. С 1575 по 1586 год гарнизон Джурджеваца отразил несколько турецких атак. Джурджевац был резиденцией Джурджевацкого капитанства до упразднения Вараждинской военной границы в 1871 году.

## Состояние замка сейчас
Начиная с 1968 года на территории замка ежегодна проходит праздник Пикохада.

Сегодня на первом этаже находятся ресторан, паб и свадебный зал, а на верхнем этаже — галерея и музей, а также радиостанция. В 1997 году на чердаке также была создана галерея. Сегодня здесь размещаются четыре галереи, самой известной из которых является галерея художника и коллекционера произведений искусства Ивана Лацковича Кроаты. Здесь, примерно на тысяче квадратных метров, экспонируется более тысячи картин двухсот художников XX века, которые мастер подарил городу.